# خلف کوچه
خلف‌کوچه (به لاتین: Xəlfəkücə) یک منطقه مسکونی است در جمهوری آذربایجان است که در شهرستان لریک واقع شده است. این روستا ۲۰۵ نفر جمعیت دارد.

## ریشه واژه
ریشه نام این روستا تالشی است. خلفه تغییریافته واژه خلیفه است و کوجه به‌معنی کوی، برزن یا محله است و معنای کامل آن می‌شود محله خلیفه.